# Friedrich Karl von Langenau
Friedrich Karl Gustav August Freiherr von Langenau (ur. 7 listopada 1782 w Dreźnie, zm. 4 lipca 1840 w Grazu) – austriacki marszałek polny porucznik.

## Życiorys
Wcześniej służył w armii saskiej. Po poparciu przez Saksonię działań Napoleona został, w wieku 30 lat, szefem sztabu 7. Armii dowodzonej przez Jeana Reyniera i uczestniczył w Inwazji na Rosję. Po przejściu wojsk saskich na stronę koalicji antyfrancuskiej po Bitwie Narodów został przydzielony do służby w Armii Cesarstwa Austriackiego. 2 czerwca 1813 został mianowany na stopień generała majora, a 27 listopada 1827 na stopień marszałka polnego porucznika. W latach 1813–1815 służył w sztabie generalnego kwatermistrza Josepha Radetzky’ego. Po kongresie wiedeńskim, na którym reprezentował Saksonię został oficjalnym przedstawicielem ministra Klemensa von Metternicha w Bundestagu we Frankfurcie. Stanowisko to pełnił do 1828 roku. W 1831 był dywizjonierem na Węgrzech z siedzibą w Budzie. W latach 1832–1839 pełnił służbę na stanowisku generała komenderującego w Galicji z siedzibą we Lwowie. Po opuszczeniu Galicji Langenau przez dziewięć miesięcy, do śmierci, był generałem komenderującym dla Ilirii, Średniej Austrii i Tyrolu z siedzibą w Grazu.
Od 1824 do śmierci był szefem Dolnoaustriackiego Pułku Piechoty Nr 49.

## Odznaczenia
Odznaczenia von Langenaua to między innymi:
- Komandor Orderu Leopolda
- Kawaler Orderu Marii Teresy
- Order Świętej Anny I klasy (Imperium Rosyjskie)
- Komandor Orderu Zasługi Wojskowej (Francja)
- Kawaler Legii Honorowej (Francja)
- Order Orła Czerwonego I klasy (Prusy)
- Krzyż Wielki Orderu Ludwika (Hesja)
- Komandor Orderu Wojskowego Świętego Henryka (Saksonia)